# Herend
Herend là một thành phố thuộc hạt Veszprém, Hungary. Thành phố này có diện tích 19,56 km², dân số năm 2010 là 3447 người, mật độ 176 người/km².